# Jurij Nowikow
Jurij Nowikow (ros. Юрий Новиков; ur. 19 maja 1972) – kazachski piłkarz występujący na pozycji bramkarza.

## Kariera klubowa
Nowikow karierę rozpoczynał w 1990 roku jako zawodnik Traktoru Pawłodar, grającego w trzeciej lidze ZSRR. W 1993 roku został graczem Szachtioru Karaganda, występującego w pierwszej lidze kazachskiej. W 1995 roku odszedł stamtąd do Ansatu Pawłodar, w którym grał już, gdy ten nosił nazwę Traktor Pawłodar. W 1996 roku Ansat zmienił nazwę na Irtysz, a Nowikow zdobył z nim mistrzostwo Kazachstanu (1997) oraz Puchar Kazachstanu (1998).
W 1999 roku Nowikow wrócił do Szachtiora Karaganda, gdzie również tym razem spędził dwa sezony. Następnie ponownie przeszedł do Irtysza Pawłodar. W 2002 oraz w 2003 wywalczył z nim mistrzostwo Kazachstanu. W 2006 roku po raz trzeci został zawodnikiem Szachtiora Karaganda. W 2007 roku grał z kolei w Żetysu Tałdykorgan, gdzie w tym samym roku zakończył karierę.

## Kariera reprezentacyjna
W reprezentacji Kazachstanu Nowikow zadebiutował 12 kwietnia 2001 w wygranym 6:0 meczu eliminacji Mistrzostw Świata 2002 z Nepalem. W latach 2001–2006 w drużynie narodowej rozegrał 26 spotkań.